# Vasant Bunwaree
Vasant Bunwaree (né le 7 avril 1947) est un homme politique mauricien. Ancien ministre, alors qu'il était membre du Parti travailliste, il a fondé en 2014 le Mouvman Militan Travayis.

## Vie professionnelle et personnelle
Après avoir suivi des études primaires et secondaires à Maurice, il étudie la médecine en France dans les années 1980 et devient cardiologue à l'université de Bordeaux 2.
Fondateur et Membre de la "Mauritius Heart Foundation" il en sera président de 1984 and 1996.
Marié, il est père de 5 enfants.

## Vie politique

### Période Parti Travailliste
- Secrétaire Général du Parti Travailliste (PTr) (février 2002-mars 2005)
- Vice président (mars 2005- Novembre 2014)
- Membre du comité exécutif et du bureau politique.
- Député de l'Assemblée Nationale circonscription Mahebourg-Plaine Magnien aux élections générales de 1987, 1991, 1995, 2005 et 2010.
- Ministre des Finances (novembre 1996 – septembre 2000).
- Ministre du Travail, de l'Emploi et de l'Industrie (8 juillet 2005 – 13 septembre, 2008).
- Ministre de l'Éducation (13 septembre 2008 - 18 novembre 2014).

Il démissionne en novembre 2014 après avoir eu connaissance des accords entre le MMM et le PTR, arguant le fait que le mouvement auquel il avait consacré 25 années de sa vie avait perdu ses valeurs fondamentales et que la démocratie interne du parti avait été mise en péril dans cet accord dans lequel les ministres du gouvernement de l'époque n'avaient pas été consultés. Il fonde alors le Mouvman Militan Travayis.

### Période Mouvman Militan Travayis (MTM)
Il appelle en novembre 2014 les « travaillistes de cœur » à le rejoindre en créant un parti dont le but est que l'île Maurice soit « propre, prospère, avant-gardiste et un exemple pour le monde ». Il est rejoint et entouré par un noyau d'une vingtaine de personnalités ayant la même vision pour le pays, dont l'avocat Me Lutchmayah Rajen Appanah (no 7).
Il se présente aux élections législatives dans la circonscription no 2 à Port Louis avec Siddick Chady et Hossen Atchia. Loin de faire campagne dans sa circonscription de cœur (Mahebourg Plaine Magnien), ce choix qui sera salué pour ses raisons éthiques mais sanctionné dans les urnes puisqu'il terminera 7e, il termine cependant 1er candidat indépendant en nombre de scrutins.
Entérinant une véritable stratégie de campagne de proximité depuis début 2015, et se voulant un devenir un parti de gouvernance à Maurice, il propose des candidats à Curepipe et à Port-Louis aux élections municipales de juin 2015.
Le parti se veut être force de proposition et communique plusieurs fois par mois par le biais de conférence auprès de la presse Mauricienne.